# إيرل هنري
إيرل هنري (بالإنجليزية: Earl Henry)‏ هو لاعب كرة قاعدة أمريكي، ولد في 10 يونيو 1917، وتوفي في 10 ديسمبر 2002.

## وصلات خارجية
- إيرل هنري على موقعبيزبول رفرنس.كوم (الدوري الرئيسي) (الإنجليزية)